# Bird at St. Nick's
Bird at St. Nick's è un album live di Charlie Parker pubblicato in origine dall'etichetta Jazz Workshop di proprietà di Charles Mingus nel 1957.

## Descrizione
L'esibizione fu registrata il 18 febbraio 1950 nel locale Saint Nicholas Arena a New York con apparecchiature non professionali. Nonostante le successive opere di restauro e di rimasterizzazione in digitale dell'audio effettuate nel 1992 per la ristampa in formato CD, la qualità sonora della registrazione resta comunque alquanto scadente e problematica, caratterizzata da continui rumori e fruscii di fondo.
I nastri originali dai quali si attinse per creare l'album, includevano principalmente i momenti in cui suonava Parker, escludendo quasi del tutto gli assoli degli altri musicisti, e questi frammenti furono accuratamente e meticolosamente cuciti insieme tra loro per creare l'illusione dell'esecuzione di brani interi - anche se effettivamente si trattava solo di stralci di inizi di brani, assoli, (quattro ad opera dei sidemen di Parker), e di riff vari in forma sparsa.

## Tracce
1. I Didn't Know What Time It Was – 2:35
2. Ornithology – 3:27
3. Embraceable You – 2:17
4. Visa – 2:58
5. I Cover the Waterfront – 1:44
6. Scrapple from the Apple – 4:36
7. Star Eyes/52nd Street Theme – 3:06
8. Confirmation – 3:14
9. Out of Nowhere – 2:17
10. Hot House – 3:45
11. What's New – 2:43
12. Now's The Time – 4:15
13. Smoke Gets In Your Eyes/52nd Street Theme – 4:45

- Registrato dal vivo al Saint Nicholas Arena, New York, il 18 febbraio 1950.

## Musicisti
- Charlie Parker - sax alto
- Red Rodney - tromba
- Al Haig - pianoforte
- Tommy Potter - contrabbasso
- Roy haynes - batteria